# Emelia Russell Gurney
Emelia Russell Gurney née Batten le 26 juillet 1823 et morte le 17 octobre 1896) est une activiste sociale et philanthrope britannique.

## Biographie
Emelia Batten est la fille aînée de Samuel Ellis Batten (1792-1830), master (c'est-à-dire principal) adjoint à Harrow School, et Caroline Venn. Son père meurt lorsqu'elle a 7 ans et la famille s'installe d'abord à Pinner, puis à Hereford, et fait de fréquents séjours à l'étranger. Elle est amie des enfants de John William Cunningham, et cousine germaine par sa mère de James Fitzjames Stephen. Elle épouse Russell Gurney en 1852,.
Le couple s'installe à Londres au 8 Kensington Palace Gardens, vers 1854. Russell Gurney fait une carrière de conseiller de la reine et de parlementaire, siégeant comme député de  Southampton de 1865 à 1878. Elle fait partie des premiers membres de la Kensington Society, un groupe de suffragistes, féministes et réformatrices sociales, actif de 1865 à 1868,,.
Elle devient en 1860 présidente du comité créé l'année précédente par Elizabeth Blackwell, pour obtenir l'accès des femmes aux études de médecine. Elle soutient l'activité d'Elizabeth Garrett Anderson, et le dispensaire que celle-ci crée en 1866,.
En 1865, elle accompagne son mari en Jamaïque, alors qu'il enquête sur la gestion de la rébellion de Morant Bay, et évoque les conditions de vie dans un journal rédigé à l'attention de sa mère.
Gurney est l'une des premiers membres du comité exécutif d'Emily Davies, qui recueillit des fonds pour le Girton College, en décembre 1867. Elle participe, avec Maria Georgina Grey et Emily Shirreff, à la fondation de la Girls' Public Day School Company.

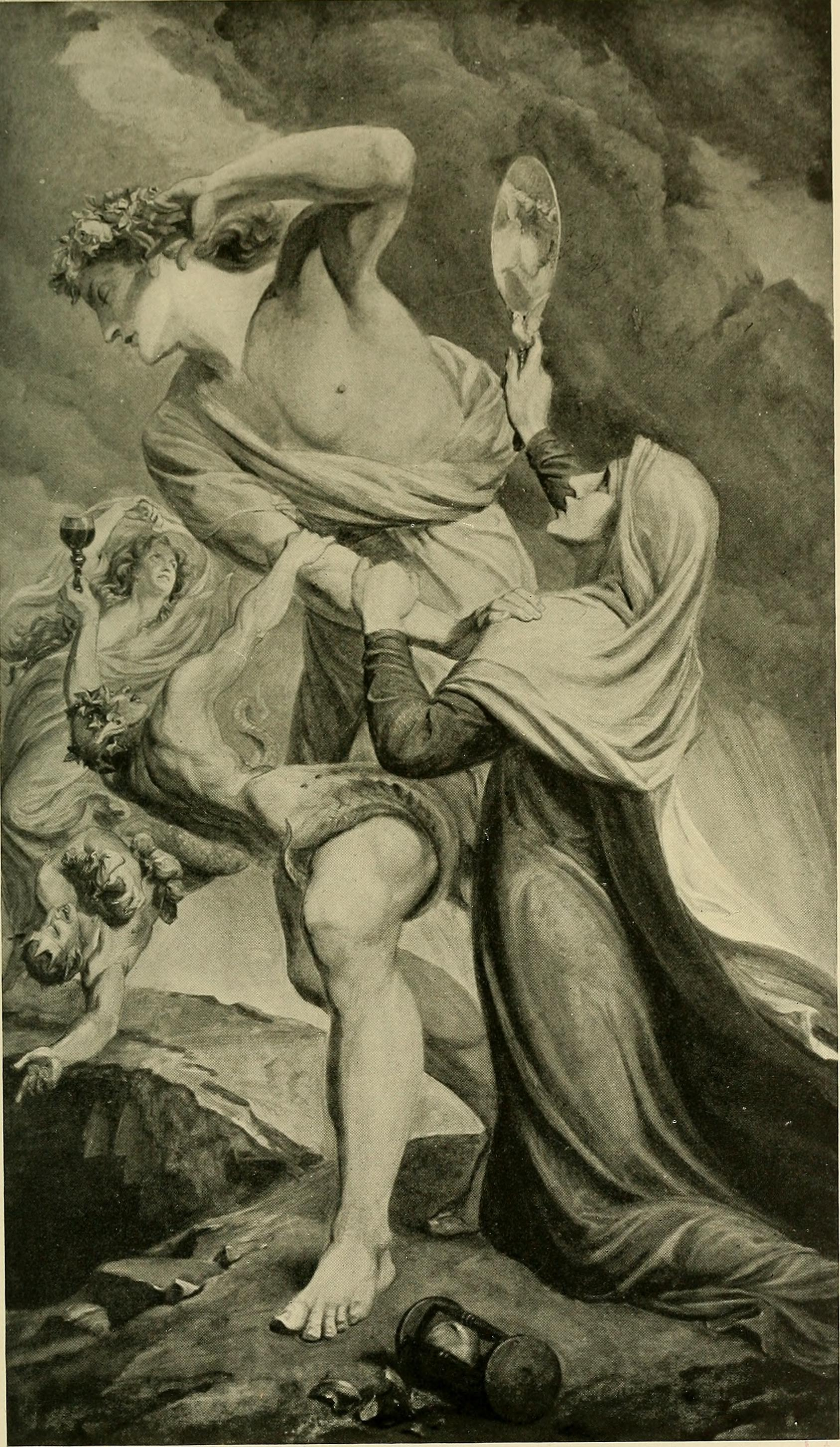
Fresque de la chapelle de l'Ascension

Les Gurney accueillent à leur domicile les réunions de la Ladies' Sanitary Association, une organisation de santé fondée en 1857 par Mathias Roth,,. Ses partisans étaient un mélange éclectique de féministes, épouses de politiciens, épouses de médecins. Emelia Russell organise également une série de conférences données par l'écrivain et théologien George MacDonald, en 1858,.
Russell Gurney meurt en 1878. Emelia Gurney fait édifier, en mémoire de son mari, la chapelle de l'Ascension, inaugurée en 1896 à Hyde Park Place, Bayswater, Londres, pour laquelle elle commande des peintures murales à l'artiste Frederic Shields. Elle a également financé la construction de la chapelle en briques rouges, qui a remplacé la chapelle de l'ancien cimetière St George's Fields, Westminster.
Elle prend froid à l'inauguration de la chapelle de l'Ascension et meurt à son domicile d'Orme Square, le 17 octobre 1896. 
Elle lègue à Octavia Hill des bâtiments à Westbourne, utilisés pour créer des logements sociaux.

## Publications
- Dante's Pilgrim's Progress (1897), dédié à Robert Bickersteth[20]
- The Chapel of the Ascension: a descriptive handbook (1897), publié sous le pseudonyme de de Frederic Shields[21]